# Milton Queiroz da Paixão
Milton Queiroz da Paixão, född 1 april 1958, är en brasiliansk tidigare fotbollsspelare, känd under namnet Tita.
Tita spelade 31 landskamper för det brasilianska landslaget. Han deltog bland annat i Copa América 1979, 1983, 1989 och fotbolls-VM 1990.